# Lotus 12

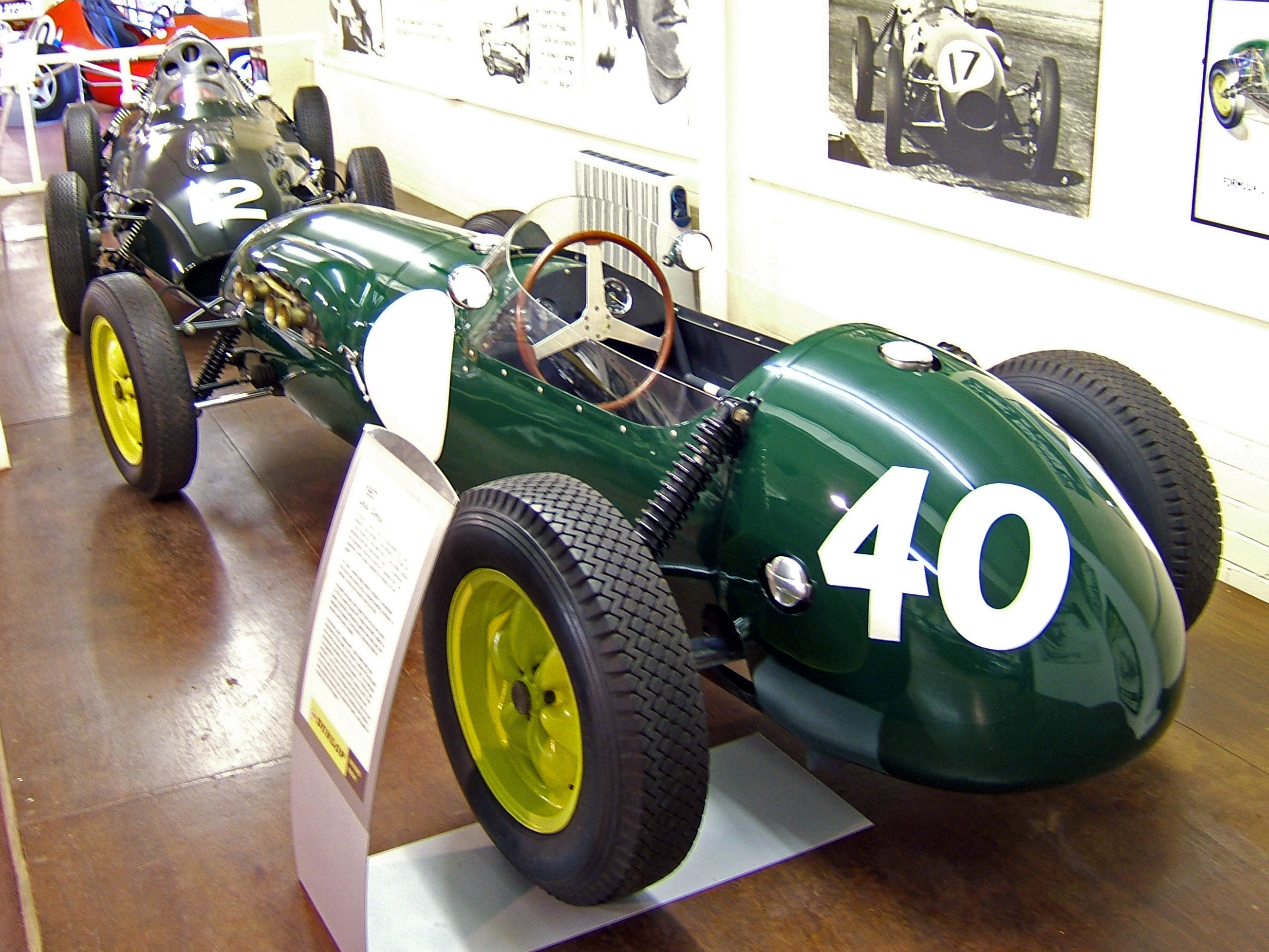
Lotus 12

Der Lotus 12 war ein Formel-2-Rennwagen, gebaut und eingesetzt vom britischen Motorsportteam Lotus.

## Entwicklungsgeschichte und Technik
Mit dem Lotus 12 erschien im Herbst 1956 auf der Londoner Motor Show der erste Monoposto-Lotus. Im Frühjahr 1957 fanden die ersten Testfahrten mit dem Wagen statt. Das Fahrzeug war für einen Frontmotor-Rennwagen extrem schmal, hatte einen sehr leichten Gitterrohrrahmen und war ursprünglich mit doppelten Dreiecksquerlenkern vorn und einer De-Dion-Achse hinten versehen. Später änderte Colin Chapman die hintere Aufhängung, die Starrachse entfiel, es blieben Längslenker, die Antriebswellen als Querlenker und dazu gab es lange, schräg gestellte radführende Federbeine. Diese Art der Radaufhängung benutzte Chapman auch in anderen Modellen, sie wurde unter dem Namen „Chapman-Achse“ bekannt. Angetrieben wurde der Wagen von einem Vierzylinder-Coventra-Climax-Motor mit 1,5 Liter Hubraum, der leicht nach hinten geneigt eingebaut wurde, um den Schwerpunkt niedrig zu halten. Der Motor hatte zwei obenliegende Nockenwellen und leistete etwa 140 PS bei 7300/min.

## Renngeschichte
Sein Debüt gab der Lotus 12 zu Ostern 1957 in Goodwood mit Cliff Allison am Steuer. Einige Wochen später schaffte Herbert MacKay-Fraser bei einem Rennen in Brands Hatch die erste Zielankunft für einen Einsitzer-Lotus.
Als Lotus 1958 in die Formel-1-Weltmeisterschaft einstieg, wurde der 12er auf- und umgerüstet. Graham Hill begann mit dem Lotus 12, der jetzt einen 2-Liter-Motor von Climax hatte, seine Rennkarriere bei Lotus. Bestes Ergebnis für den 12er blieb der sechste Platz von Cliff Allison beim Großen Preis von Monaco 1958.